# Kanton Le Mans-Nord-Campagne
Kanton Le Mans-Nord-Campagne (fr. Canton du Mans-Nord-Campagne) je francouzský kanton v departementu Sarthe v regionu Pays de la Loire. Tvoří ho čtyři obce.

## Obce kantonu
- Coulaines
- Le Mans (část)
- Neuville-sur-Sarthe
- Saint-Pavace